# Annett Rex
Annett Rex (* 13. Dezember 1969 in Ost-Berlin) ist eine ehemalige deutsche Schwimmerin, die für die Deutsche Demokratische Republik antrat.

## Sportliche Karriere
Die 1,80 Meter große Rex startete für den TSC Berlin. Sie war Spezialistin im Brustschwimmen.
Bei den DDR-Meisterschaften 1987 belegte sie über 100 Meter Brust den dritten Platz hinter Silke Hörner und Sylvia Gerasch. 1988 wurde sie Zweite hinter Silke Hörner und 1990 hinter Daniela Brendel. Über 200 Meter Brust belegte sie 1988 und 1990 den dritten Platz.
Bei den Olympischen Spielen 1988 in Seoul erreichte Rex das Finale über 100 Meter Brust und schlug als Achte an.